# عربلوي يكان
عربلوي يكان هي قرية في مقاطعة أرومية، إيران. يقدر عدد سكانها بـ 72 نسمة بحسب إحصاء 2016.